# 50. Jahrhundert v. Chr.
Portal Geschichte | Portal Biografien | Aktuelle Ereignisse | Jahreskalender | Tagesartikel

◄ |
6. Jt. v. Chr. |
5. Jahrtausend v. Chr. | 4. Jt. v. Chr.  ►

◄ |
52. Jh. v. Chr. |
51. Jh. v. Chr. |
50. Jahrhundert v. Chr. |
49. Jh. v. Chr. |
48. Jh. v. Chr. |
►
Das 50. Jahrhundert v. Chr. begann am 1. Januar 5000 v. Chr. und endete am 31. Dezember 4901 v. Chr. Dies entspricht dem Zeitraum 6950 bis 6851 vor heute.

## Zeitalter, Epoche
- Mittleres Atlantikum (AT2 – 5050 bis 4550 v. Chr.). Warmer Klimaabschnitt.
- Das Neolithische Subpluvial (7500 bis 3900 v. Chr., abgeschwächt bis 3500 v. Chr.) bringt feuchtes Klima nach Nordafrika und lässt die Sahara ergrünen.
- Das Neolithische Subpluvial findet seine erste Akzentuierung in der Älteren Peron-Transgression (Beginn bei 5000 bis 4900 v. Chr.), die den Meeresspiegel um 2,5 bis 4 Meter über dem durchschnittlichen Niveau des 20. Jahrhunderts ansteigen lässt.
- Übergang vom Frühneolithikum zum Mittelneolithikum (5000 bis 4500 v. Chr.) in Mitteleuropa.

## Entwicklungen, Erfindungen und Entdeckungen
- Um 5000 v. Chr.:

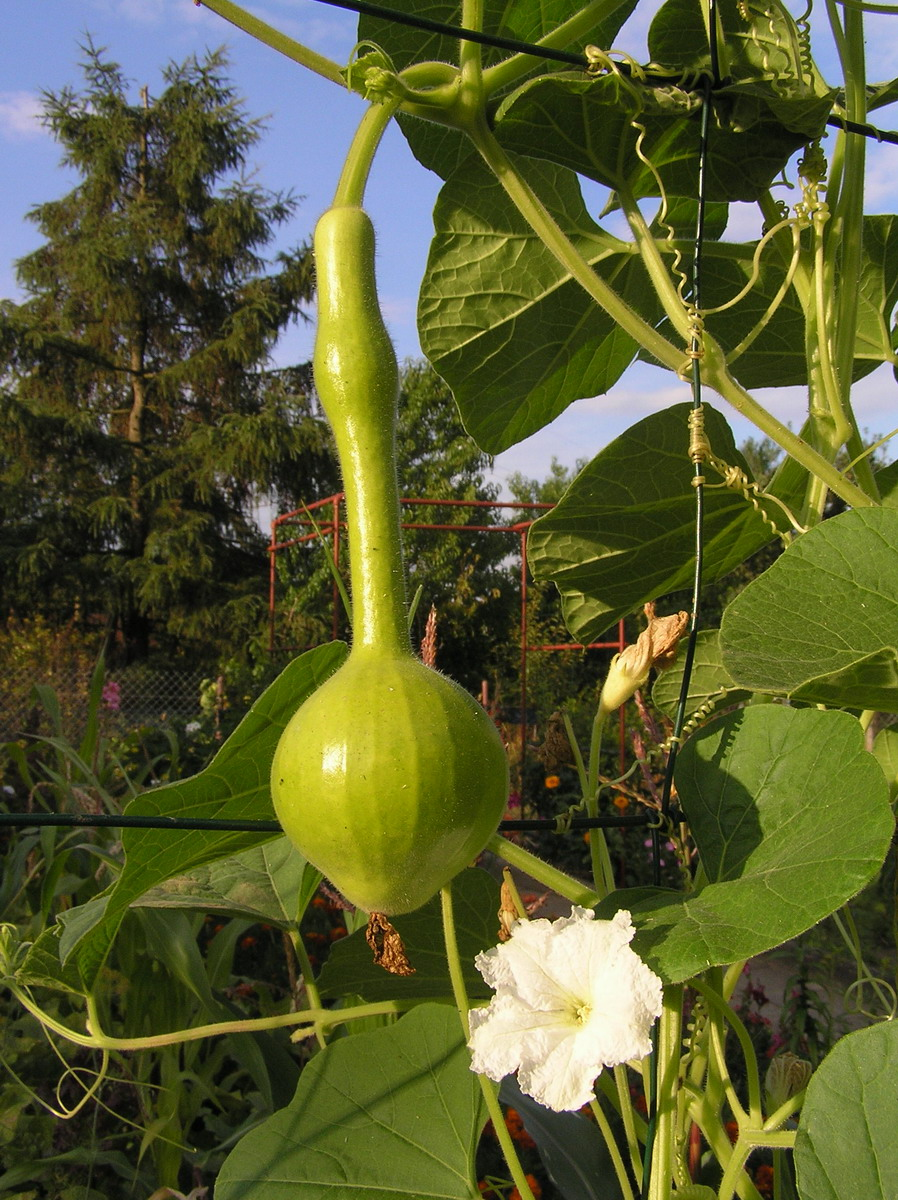
Blüte und Frucht des Flaschenkürbis

  - Der anhaltende Meeresspiegelanstieg führt zur endgültigen Trennung Tasmaniens vom australischen Kontinent.
  - Erste siedlungsgeschichtliche Nachweise in Südostasien (Thailand).
  - Im Niltal lassen sich nomadische Stämme nieder.
  - Bewässerungsfeldbau in Mesopotamien. Entstehung einer ideographischen Schrift.
  - Spätes Neolithikum in Byblos. Belegt durch Keramik, Steingefäße, Getreidespeicher, Grabkammern und Siegel.
  - In Mesopotamien erscheint das Rad (Holzscheiben mit Achsenloch) unter der Halaf-Kultur.
  - Unter der Hemudu-Kultur wird in China erstmals in größerem Umfang Reis kultiviert (Naßkultur) – Beginn des Neolithikums (5000 bis 2000 v. Chr.) Etwas später erfolgt der Reisanbau auch im Gangestal im Norden Indiens sowie im restlichen Südostasien.
  - Beginn des Ackerbaus in Japan. Anbau von Kalebassen.
  - Der Anbau von Kalebassen, die vorwiegend als Gefäße verwendet werden, breitet sich ausgehend von Mesoamerika entlang der Ostküste Nordamerikas aus.
  - Die vom Nahen Osten sich ausbreitende Landwirtschaft erreicht die Atlantikküste Europas. Beginn des Neolithikums auf der Iberischen Halbinsel.
  - Im Tehuacántal in Mexiko werden Mais und Flaschenkürbisse (Lagenaria siceraria) angebaut.[1]
  - Beginn ackerbaulicher Methoden auch im Amazonasbecken, allerdings nur in sehr begrenztem Umfang.
  - Einsetzen metallurgischer Verfahren während der Kupfersteinzeit in Europa. Kupfer und Goldartefakte.
  - Die Ursprünge des Protoindoeuropäischen sind möglicherweise in der Samara-Kultur zu vermuten.

## Kulturen

### Kulturen in Nordafrika
- Tenerium (5200 bis 2500 v. Chr.) in der Ténéré-Wüste mit Fundstätte Gobero.

### Kulturen in Mesopotamien und im Nahen Osten
- Samarra-Kultur (5500 bis 4800 v. Chr.) in Nordmesopotamien – Spätphase (5000 bis 4800 v. Chr.)
- Ende der Halaf-Kultur (5500 bis 5000 v. Chr., auch 5200 bis 4500 v. Chr.)
- Obed-Zeit (5500 bis 3500 v. Chr.) – Obed I.
- Hacılar Höyük in der Türkei (7030 bis 4800 v. Chr.) – Schicht I
- Tappe Sialk (6000 bis 2500 v. Chr.) im Iran – Sialk III
- Amuq (6000 bis 2900 v. Chr.) in der Türkei – Amuq C
- Mersin (5400 bis 2900 v. Chr.) in Anatolien – Mersin 22-20
- Eridu (ab 5300 bis ca. 1950 v. Chr.) in Mesopotamien – Eridu 19-15
- Byblos – spätes Neolithikum (5300 bis 4500 v. Chr.)
- Tappa Gaura (5000 bis 1500 v. Chr.) im Norden Mesopotamiens – Tappa Gaura 20
- Ninive (ab 6500 v. Chr.) im Norden Mesopotamiens – Ninive 3
- Susiana (5500 bis 4400 v. Chr.) im Iran – Susiana B und C
- Tepe Sabz (5200 bis 4800 v. Chr.) im Iran
- Haggi Mohammed (5000 bis 4500 v. Chr.) in der Türkei

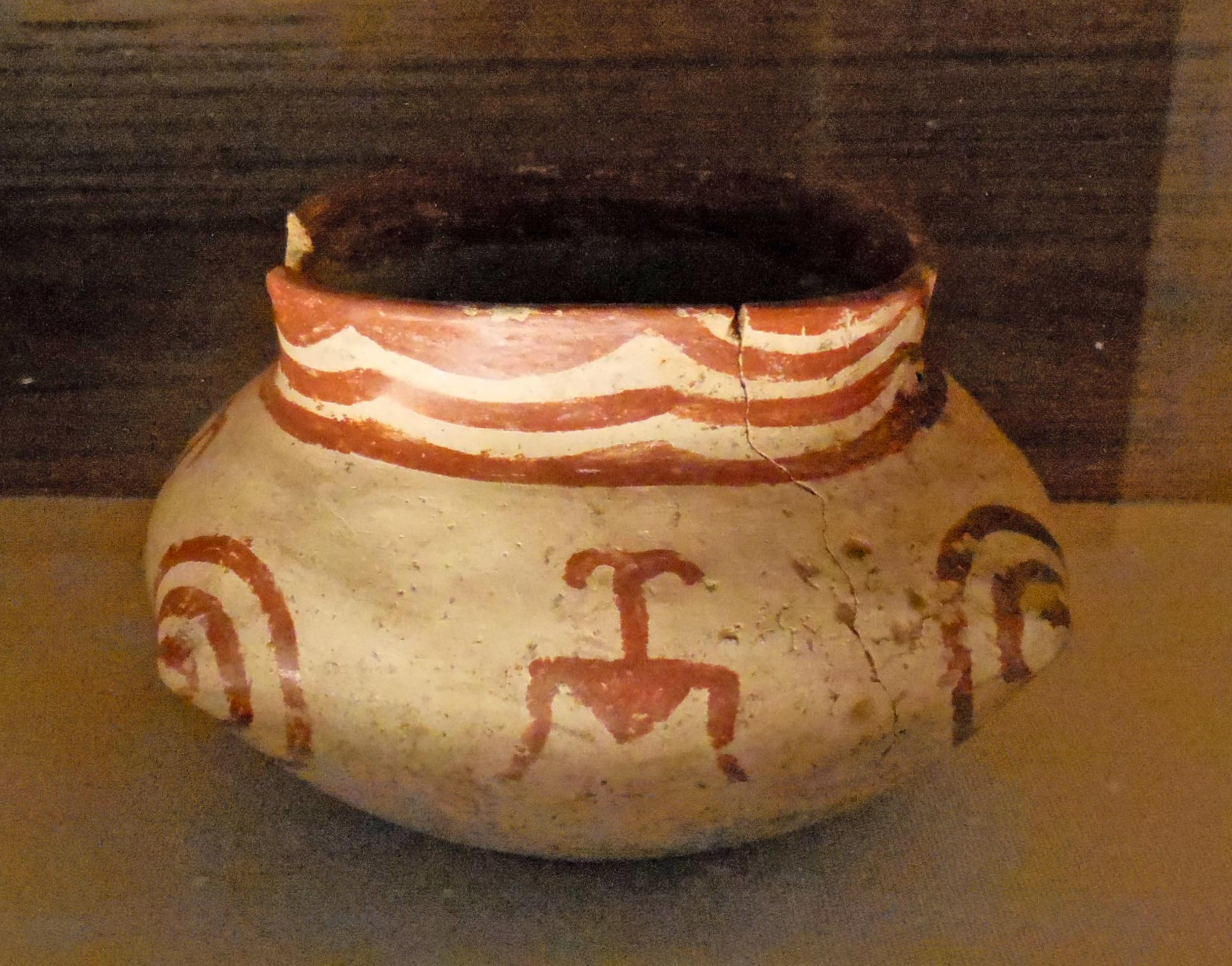
Terrakottagefäß aus Hacılar, um 5000 v. Chr.

### Kulturen in Südasien
- Mehrgarh (7000 bis 2600/2000 v. Chr.) in Belutschistan – Mehrgarh II (5500 bis 4800 v. Chr.) und Mehrgarh III (4800 bis 3500 v. Chr.)
- Namazgadepe (5300 bis 1700 v. Chr.) in Turkmenistan – Namazgadepe II (bis 4300 v. Chr.)

### Kulturen in Ostasien
- China:
  - Laoguantai-Kultur (6000 bis 3000 v. Chr.), oberer Gelber Fluss
  - Chengbeixi-Kultur (5800 bis 4700 v. Chr.) in Hubei
  - Dadiwan-Kultur (5800 bis 3000 v. Chr.), oberer Gelber Fluss
  - Die Peiligang-Kultur (5600 bis 4900 v. Chr.) in Henan verschwindet gegen Ende des Jahrhunderts
  - Xinle-Kultur (5500 bis 4800 v. Chr.) in Liaoning
  - Beixin-Kultur (5400 bis 4400 v. Chr.)
  - Qingliangang-Kultur (5400 bis 4400 v. Chr.)
  - Hemudu-Kultur (5200 bis 4500 v. Chr., jüngere Datierung 5000 bis 3300 v. Chr.), Zhejiang
  - Tangjiagang-Kultur (5050 bis 4450 v. Chr.) am mittleren Jangtsekiang
  - Einsetzen der Baiyangcun-Kultur (5000 bis 3700 v. Chr., wird auch jünger datiert: 3000 bis 1700 v. Chr.), in Yunnan und der
  - Yangshao-Kultur (5000 bis 2000 v. Chr.), in Zentral- und Nordchina.
- Korea:
  - Frühe Jeulmun-Zeit (6000 bis 3500 v. Chr.).
- Japan:
  - Jōmon-Zeit (10000 bis 300 v. Chr.) – Früheste Jōmon-Zeit – Jōmon II (8000 bis 4000 v. Chr.)

### Kulturen in Europa
- Kasachstan und Osteuropa (Russland, Ukraine):
  - Die Bug-Dnister-Kultur (6500 bis 5000 v. Chr.) geht zu Ende.
  - Beginn der Chwalynsk-Kultur (5000 bis 4500 v. Chr.) und der
  - Samara-Kultur (um 5000 v. Chr.)
  - Die Kurgan-Kulturen (5000 bis 3000 v. Chr.) treten erstmals auf.
- Nordosteuropa:
  - Grübchenkeramische Kultur (4200 bis 2000 v. Chr.) (jedoch Radiokarbondatierung: 5600 bis 2300 v. Chr.)
  - Narva-Kultur (5300 bis 1750 v. Chr.)
  - Memel-Kultur (7000 bis 3000 v. Chr.).
- Südosteuropa:
  - Sesklo-Kultur (6850 bis 4400 v. Chr.) im nördlichen Griechenland
  - Vinča-Kultur (5400 bis 4500 v. Chr.) (oder auch Donauzivilisation) in Serbien, West-Rumänien, Süden Ungarns und im östlichen Bosnien.
  - Danilo-Hvar-Kultur (5500 bis 4000 v. Chr.) in Kroatien.
  - Beginn der Karanowo-Kulturen (6200 bis 4000 v. Chr.) im Süden Bulgariens – Karanowo IV und V, späte Jungsteinzeit und frühe Kupferzeit.

- Mitteleuropa:

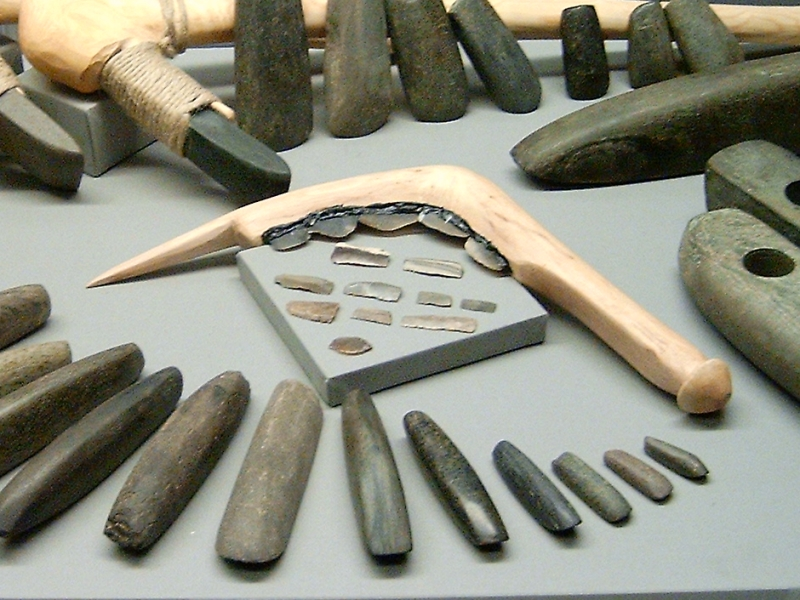
Bandkeramisches Erntemesser, 5000 v. Chr.

  - Bandkeramische Kultur (5600 bis 4100 v. Chr.) in Frankreich, Belgien, Deutschland, Österreich, Tschechien, Polen, Slowakei, Ungarn, Rumänien und Ukraine
  - Notenkopfkeramik (5200 bis 4700 v. Chr.) in Österreich, Tschechien, Slowakei und Ungarn
  - Ertebølle-Kultur (5100 bis 4100 v. Chr.) in Dänemark und in Norddeutschland
  - Swifterbant-Kultur (5000 bis 3400 v. Chr.) in den Niederlanden, Belgien und Niedersachsen (in den Niederlanden datiert sie von 5700 bis 4100 v. Chr.)
  - erstmaliges Auftreten der Hinkelstein-Kultur (5000 bis 4800 v. Chr.) in Südwestdeutschland – HST I und HST II
  - In Bayern Beginn des Südostbayerischen Mittelneolithikums mit der Bayerischen Stichbandkeramik (ca. 5000 bis 4615 v. Chr.) – KG 1 bis KG 5a[2]
- Südeuropa:
  - In Malta setzt die Għar-Dalam-Phase (5000 bis 4500 v. Chr.) ein.

### Kulturen in Amerika
- Nord- und Zentralamerika:
  - Archaische Periode.
  - Coxcatlán-Phase (5000–3400 v. Chr.) in Tehuacán (Mexico)
- Südamerika:
  - Chinchorro-Kultur (7020 bis 1500 v. Chr.) in Nordchile und Südperu
  - Mittlere Präkeramik (7000 bis 4000 v. Chr.) im Norden Chiles. Unterstufen Alto Barranco und Alto Aguada entlang der Pazifikküste und Rinconada im Hinterland.
  - Las-Vegas-Kultur in Ecuador (8000 bis 4600 v. Chr.)